# Trespass (Album)
Trespass (engl. für: ‚Übertretung‘, ‚Hausfriedensbruch‘) ist das zweite Studioalbum der britischen Rockband Genesis und das erste für das Label Charisma. Es erschien im Oktober 1970 und ist das einzige Album mit John Mayhew am Schlagzeug. Nach dem Debüt From Genesis to Revelation gilt Trespass als erstes Progressive-Rock-Album der Band.

## Hintergrund
Nach der Veröffentlichung des Debütalbums From Genesis to Revelation über Decca Records in Großbritannien beziehungsweise London Records (USA) tourte die Band ein Jahr und arbeitete außerdem an neuen Songs. Sie wurde dann von Charisma Records unter Vertrag genommen. Der Kontakt kam über ihren neuen Produzenten John Anthony. Neu in der Band war außerdem Schlagzeuger John Mayhew. Während des Tourjahres hatte die Band festgestellt, dass es schwierig war die poporientierten akustischen Songs des Debütalbums live angemessen umzusetzen und entschied sich daher für einen eher rockorientierten Klang beim Zweitwerk. Daher mussten auch einige Tracks, die in der Zwischenzeit entstanden waren, verworfen werden. Einige dieser Songs landeten auf einer Kassette für die BBC, die bei einer Aufräumauktion entwendet wurden und später als Genesis Plays Jackson ihren Weg in die Auktionshäuser gefunden hatte, bis die Auktion gestoppt wurde. Insgesamt entstanden wohl doppelt so viele Songs, wie letztlich auf dem Album landeten. Einige Demos landeten auf der Kompilation Archive I – 1967–1975. Die restlichen Songs wurden schließlich im Juni und Juli 1970 innerhalb eines Monats in den Trident Studios in London aufgenommen.
Kurz nach den Aufnahmen zu Trespass kam es noch im Juli zum Ausstieg von Gitarrist Anthony Phillips. Er litt unter einer besonders schweren Form des Lampenfiebers und war von den mittlerweile zahlreichen Auftritten geschwächt. Zudem gefiel ihm die musikalische Ausrichtung der Gruppe nicht mehr. Mit ihm wurde auch der Interims-Schlagzeuger Mayhew aus der Band entlassen, der sich nie richtig ins Bandgefüge einfügen konnte.
Das Album wurde am 23. Oktober 1970 veröffentlicht. Während Charisma Records das Album in Großbritannien und Europa herausbrachte, erschien das Album in den Vereinigten Staaten über ABC Records.

## Titelliste
Alle Titel wurden geschrieben, arrangiert und gespielt von Genesis.
1. Looking for Someone – 7:08
2. White Mountain – 6:43
3. Visions of Angels – 6:53
4. Stagnation – 8:49
5. Dusk – 4:14
6. The Knife – 8:56

## Musikstil
Zwischen dem Debütalbum und Trespass ist eine deutliche Weiterentwicklung der Band erkennbar. Obwohl die Band weiterhin noch sehr unerfahren mit der Arbeit im Studio war, hatte auch die Produktion verbessert werden können. Die Band nahm auf 16 statt der vorherigen vier Spuren auf. Ein wachsender Perfektionismus hatte sich in die Band eingeschlichen, wirklich zufrieden waren sie mit dem Album nicht. Für die Fans dagegen handelt es sich bei Trespass um das erste „richtige“ Genesis-Album, da hier zum ersten Mal die progressiven Elemente auftraten, für die Genesis in der Ära mit Peter Gabriel bekannt wurden. Auf dem Album dominieren Tony Banks’ Keyboards. Musikalisch hat die Band ihren Stil noch nicht ganz gefunden. Die Texte sind zwar schon anspruchsvoll gehalten, aber noch nicht so stilsicher wie später bei The Lamb Lies Down on Broadway. An neuen Einflüssen erkennbar sind King Crimson, die ihnen von ihrem Produzenten näher gebracht wurden, sowie Family, Procol Harum und Fairport Convention.

## Rezensionen
Von der britischen Musikpresse wurde das Album weitestgehend ignoriert. Der Rolling Stone schrieb einen Verriss, und auch Gordon Fletcher bezeichnete es in der Rückschau als schwaches, langweiliges Album, das Genesis-Fans meiden sollten. Auch im The New Rolling Stone Album Guide von 2004 kommt das Album eher schlecht weg, wobei es mit drei Sternen noch vor dem Nachfolger Nursery Cryme rangiert. Bruce Eder von AllMusic vergab zwei Sterne. Er lobte zwar die Weiterentwicklung der Band, sagte aber auch, dass die Gruppe noch nicht auf ihrem Höhepunkt angelangt war. Das Potential sei zwar schon zu erkennen, die Ausführung aber noch mangelhaft. Er hob vor allem The Knife hervor, den härtesten Track des Albums, der auch am längsten im Set der Band verblieb. Auch Thomas Bambaataa Ghidrah Towers lobte auf Sputnik Music genau diesen Track. Auch er sieht die Schwächen des Albums, sieht aber auch die Stärken und bezeichnet es als sehr gut.

## Charts
Trespass war kein kommerzieller Erfolg und verfehlte die offiziellen britischen Charts. 1984, im Zuge des Erfolgs von Illegal Alien konnte sich das Album auf Platz 98 platzieren. In Belgien war das Album dagegen sehr erfolgreich und erreichte Platz 1 der damals noch inoffiziellen Albencharts.

## Singles
- Looking for Someone / Visions of Angels (Oktober 1970, nur als Promotion-Single)
- The Knife (Part I) / The Knife (Part II) (September 1971)

## Produktion
- Produziert von: John Anthony
- Toningenieur: Robin Cable
- Albumgestaltung: Paul Whitehead für „Cleen Mashine Studio“.
- Dank an Rich und Dave und alle bei Charisma.